# Augustin Cauchy
Augustin Louis Cauchy (Párizs, 1789. augusztus 21. – Sceaux, 1857. május 23.) francia matematikus, a matematikai analízis modern tárgyalásmódjának megteremtője. Igazi polihisztora a matematikának, szinte minden területén alkotott.

## Életpályája

### Fiatalkora
Augustin Louis Cauchy Párizsban született egy jómódú család első gyerekeként. Két öccse volt, Alexandre Laurent, aki jogi pályán vált ismertté, és Eugène François.
Apja a király szolgálatában álló sikeres ügyvéd volt, ezért a francia forradalom kedvezőtlen változásokat hozott a család számára, 1793-ban pedig el kellett hagyniuk Párizst. Csak az 1790-es évek végén költözhettek vissza. Lagrange vette észre Cauchy érdeklődését a matematika iránt. Azt tanácsolta a fiú apjának, hogy tanulmányai megkezdése előtt kapjon alapos idegen nyelvi képzést. 1802-ben beíratták az École Centrale du Panthéon intézetébe, ahol két évig szinte kizárólag nyelvtanulással foglalkozott. 1804-ben kezdett azután – először magánúton – komolyabban matematikát tanulni, így 1805-ben minden nehézség nélkül teljesítette az École polytechnique felvételi vizsgáját. Már 1807-ben sikerrel befejezte tanulmányait, de rögtön utána mérnökhallgatóként folytatta az École nationale des ponts et chaussées-n, ahol elsősorban a vízépítési műtárgyak tervezését és kivitelezését tanulmányozta.
1810-ben Cherbourg-ban kapta meg élete első önálló mérnöki munkáját: azokban a kikötő-építkezésekben vett részt, melyek Napóleon Anglia ellen tervezett inváziójának előkészítéséhez tartoztak. Rendkívül keményen dolgozott, már hajnali négykor talpon volt, és csak késő este hagyta abba. Kevés szabadidejében pihenésképpen Laplace „Mécanique Céleste”, illetve Lagrange „Théorie des Functions” című műveit tanulmányozta. Ezek a művek is hozzásegítették, hogy érdeklődése egyre erőteljesebben a matematika felé fordult.

### Élete derekán

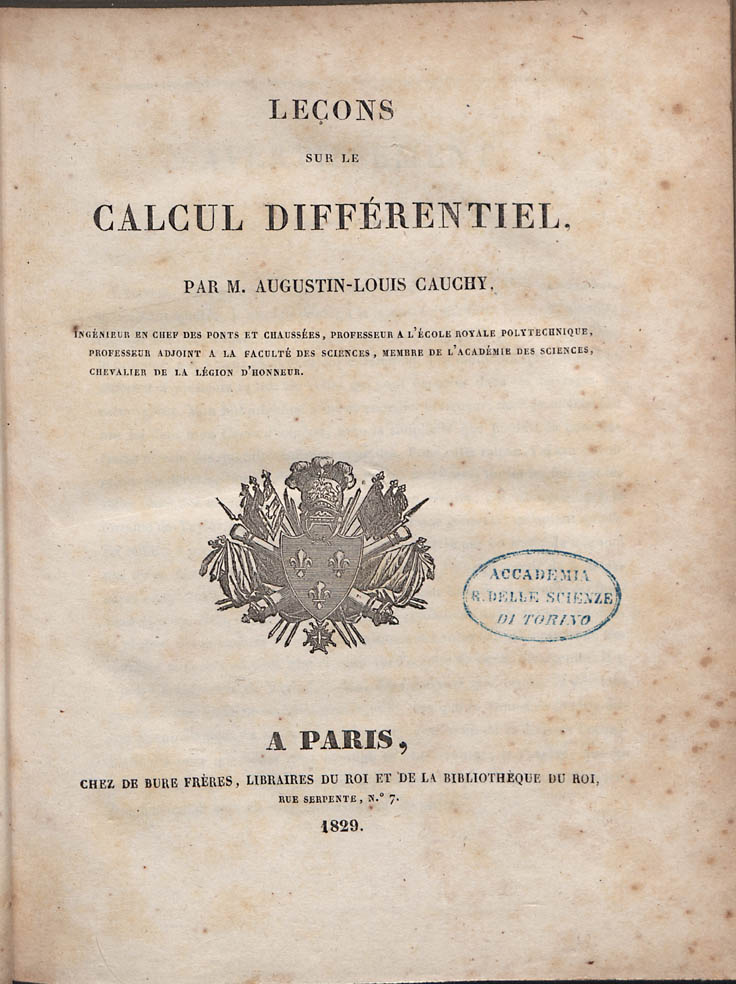
Leçons sur le calcul différentiel, 1829

1810-ben, miután mérnöki tanulmányait befejezte, Párizsból Cherbourg-ba költözött. Három évvel később egészségi okok miatt visszaköltözött a fővárosba. Ekkor Lagrange és Laplace rábeszélték, hogy hagyjon fel mérnöki munkájával és foglalkozzon inkább matematikával. Hatásukra 1812 írta első publikációját a poliéderek és poligonok vizsgálatáról, melyet még több hasonló témájú mű követett. 1816-ban megkapta a Francia Természettudományi Akadémia aranyérmét a hullámokról írt munkájáért és igen nagy elismerést váltott ki az egyik Fermat-tétel megoldásának publikációja. 1818-ban vette feleségül Alois de Bure-t. A Bourbon-restauráció komoly segítséget jelentett Cauchynak. Ekkor lett tagja a Francia Természettudományi Akadémiának.

### Az 1830-as évek után
Az 1830-as júliusi forradalom eltávolította a Bourbon-házat Franciaország trónjáról. Cauchy a számára kedvezőtlen politikai változások hatására 1830 szeptemberében svájci száműzetésbe kényszerült. Fribourgban telepedett le, felesége azonban Párizsban maradt. Néhány hónapos ottléte folyamán Cauchy lelkesen segített a Svájci Akadémia létrehozásában.
1831 elején tovább utazott Torinóba. Az ottani egyetem fizika tanszékén két évig tartott előadásokat, immáron kevésbé nagy lelkesedéssel. Majd 1833-tól 5 éven át X. Károly unokájának a magántanára volt Prágában. 1838-ban visszatért Párizsba. 1839-ben elnyerte a Mérésügyi Hivatal egyik állását. Kétszer pályázta meg az Akadémia Matematika Intézetének vezetői posztját, mindkétszer sikertelenül.

## Munkássága
Az első éves matematikát hallgató főiskolások és egyetemisták biztosan az ő nevét hallják a legtöbbször, ami annak a következménye, hogy a matematika alapvető fogalmait (mint például konvergencia, sorozat, határérték) ő fektette szilárd alapokra és definiálta a matematikában megkövetelt szabatossággal. Mély felismerései voltak a komplex függvénytanban, a differenciálegyenletek elméletében, de a fizikában is. Írt a hullámterjedésről, a rugalmasságtanban az ő nevéhez fűződik a feszültség fogalmának tárgyalása is. 1840 és 1847 között publikálta négy kötetben az „Exercices d’analyse et de physique mathématique” című munkáját, melyben főleg a differenciálegyenletekről ír, valamint azok alkalmazhatóságáról fizikai feladatokban.